# Saut à ski aux Jeux olympiques de la jeunesse d'hiver de 2020
Navigation
2016 2024

Les trois épreuves de saut à ski aux Jeux olympiques de la jeunesse d'hiver de 2020 ont lieu du 19 au 22 janvier 2020 aux Tuffes dans la commune de Prémanon en France.

## Epreuves
L'épreuve mixte de saut à ski consiste en un concours de saut à ski avec des équipes composées de deux filles et deux garçons. Les filles du combiné s'élancent en premier, puis les garçons du combiné, puis les filles du saut spécial et enfin les garçons du saut spécial. Les quatre athlètes effectuent deux sauts.

## Récit des épreuves
Les épreuves individuelles se déroulent avec des conditions de vents difficiles,.

## Résultats
| Épreuve                 | Or                                                                       | Or        | Argent                                                       | Argent    | Bronze                                                             | Bronze    |
| ----------------------- | ------------------------------------------------------------------------ | --------- | ------------------------------------------------------------ | --------- | ------------------------------------------------------------------ | --------- |
| Individuel hommes       | Marco Wörgötter                                                          | 257,7 pts | Mark Hafnar                                                  | 247,1 pts | David Haagen                                                       | 244,5 pts |
| Individuel femmes       | Anna Shpyneva                                                            | 229,6 pts | Joséphine Pagnier                                            | 222,8 pts | Štěpánka Ptáčková                                                  | 214,6 pts |
| Compétition par équipes | Autriche Lisa Hirner Stefan Rettenegger Julia Mühlbacher Marco Wörgötter | 986,4 pts | Japon Ayane Miyazaki Yuto Nishikata Machiko Kubota Sota Kudo | 938,0 pts | France Emma Treand Marco Heinis Joséphine Pagnier Valentin Foubert | 886,7 pts |

## Tableau des médailles
| Rang  | Nation   | Or | Argent | Bronze | Total |
| ----- | -------- | -- | ------ | ------ | ----- |
| 1     | Autriche | 2  | 0      | 1      | 3     |
| 2     | Russie   | 1  | 0      | 0      | 1     |
| 3     | France   | 0  | 1      | 1      | 2     |
| 4     | Japon    | 0  | 1      | 0      | 1     |
| 4     | Slovénie | 0  | 1      | 0      | 1     |
| 6     | Tchéquie | 0  | 0      | 1      | 1     |
| Total | Total    | 3  | 3      | 3      | 9     |